# David Weller
David Weller, född den 11 februari 1957, är en jamaicansk tävlingscyklist som tog OS-brons i bancykeltempoloppet vid olympiska sommarspelen 1980 i Moskva. 